# 中共中央华中局第一次扩大会议旧址
中共中央华中局第一次扩大会议旧址，位于江苏省盐城市阜宁县羊寨镇单港村，背倚黄河大堤，五间砖瓦平房建于民国初年，坐西面东，当时为单家港初级小学校舍。1941年11月至1942年3月，中共中央华中局与新四军军部设于单家港村。从1942年1月20日到3月5日，刘少奇在单家港小学主持召开中共中央华中局第一次扩大会议，正式代表30人、列席代表70人。。2019年3月20日，中共中央华中局第一次扩大会议旧址公布为第八批江苏省文物保护单位。